# FA Cup 1920/1921
Čtyřicátý šestý ročník FA Cupu (anglického poháru) se konal od 11. září 1920 do 23. dubna 1921. Celkem turnaj hrálo opět 64 klubů.
Trofej získal podruhé v klubové historii Tottenham Hotspur FC, který ve finále porazil Wolverhampton Wanderers FC 1:0.